# Atiq Rahimi

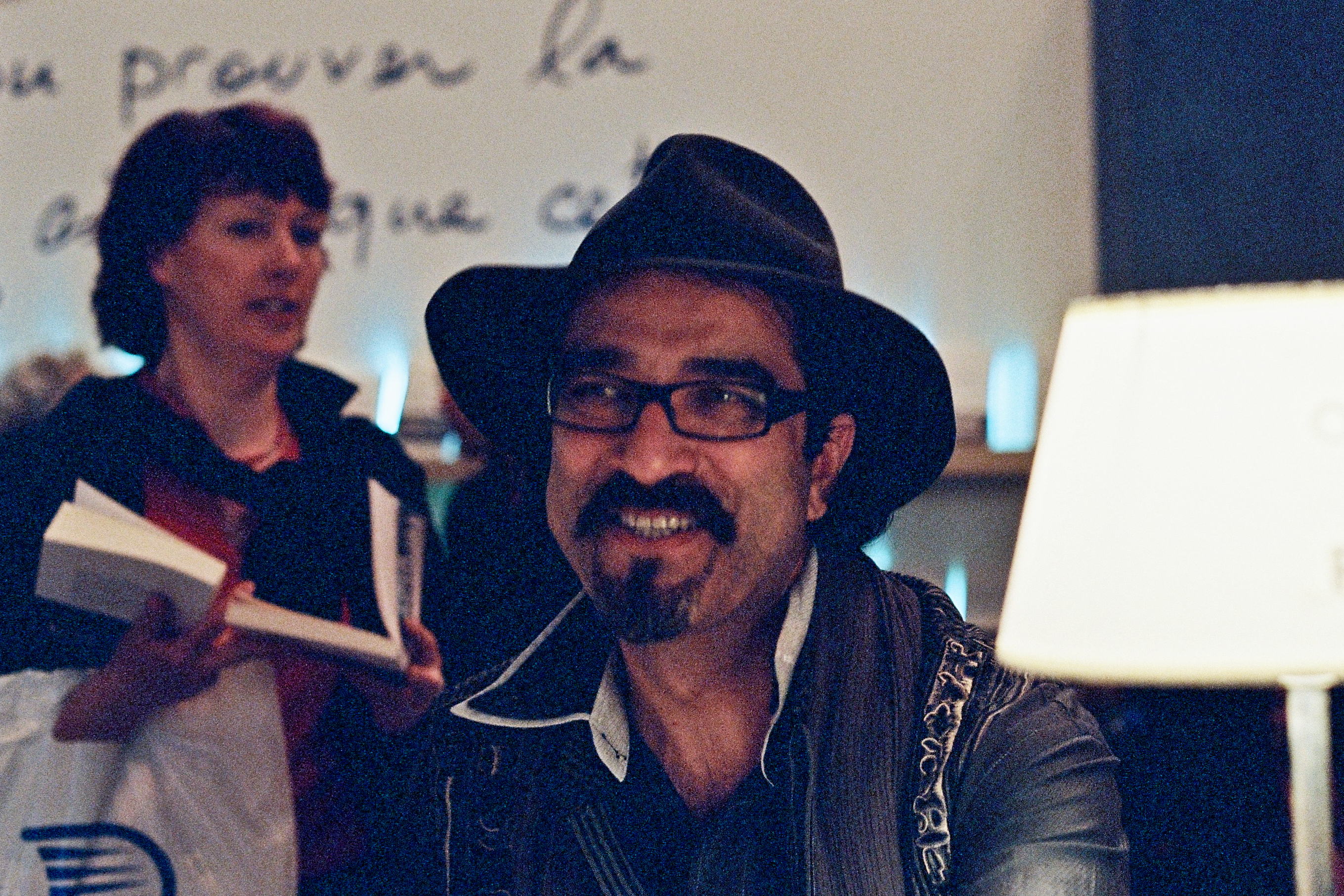
Atiq Rahimi (2009)

Atiq Rahimi (geboren am 26. Februar 1962 in Kabul) ist ein französischer Schriftsteller und Dokumentarfilmer afghanischer Herkunft. Für seinen ersten Roman in französischer Sprache Syngué Sabour. Pierre de patience (Stein der Geduld) erhielt Rahimi 2008 den Prix Goncourt.

## Biografie
Rahimi wurde 1962 in der afghanischen Hauptstadt Kabul geboren. An der Universität Kabul begann er ein Literaturstudium und war als Filmkritiker tätig. Während des Bürgerkriegs in Afghanistan suchte Rahimi Zuflucht in Pakistan und floh 1984 nach Frankreich. An der Sorbonne in Paris promovierte er in audio-visueller Kommunikation. Sein erster Roman Khâkestar-o-khâk (Erde und Asche), verfasst in Dari, erschien 2000 und thematisiert den Krieg in Afghanistan; Rahimi hat ihn 2004 auch selbst erfolgreich verfilmt. Sein weiteres Œuvre kreist ebenfalls um die kulturellen und politischen Verhältnisse in Afghanistan, vorrangig um die (Selbst-)Befreiung der Frauen in Afghanistan aus ihrer traditionellen Rolle.
Rahimi ist afghanischer und französischer Staatsbürger und wurde ab den 2000er-Jahren auch wieder in Afghanistan kulturell aktiv.

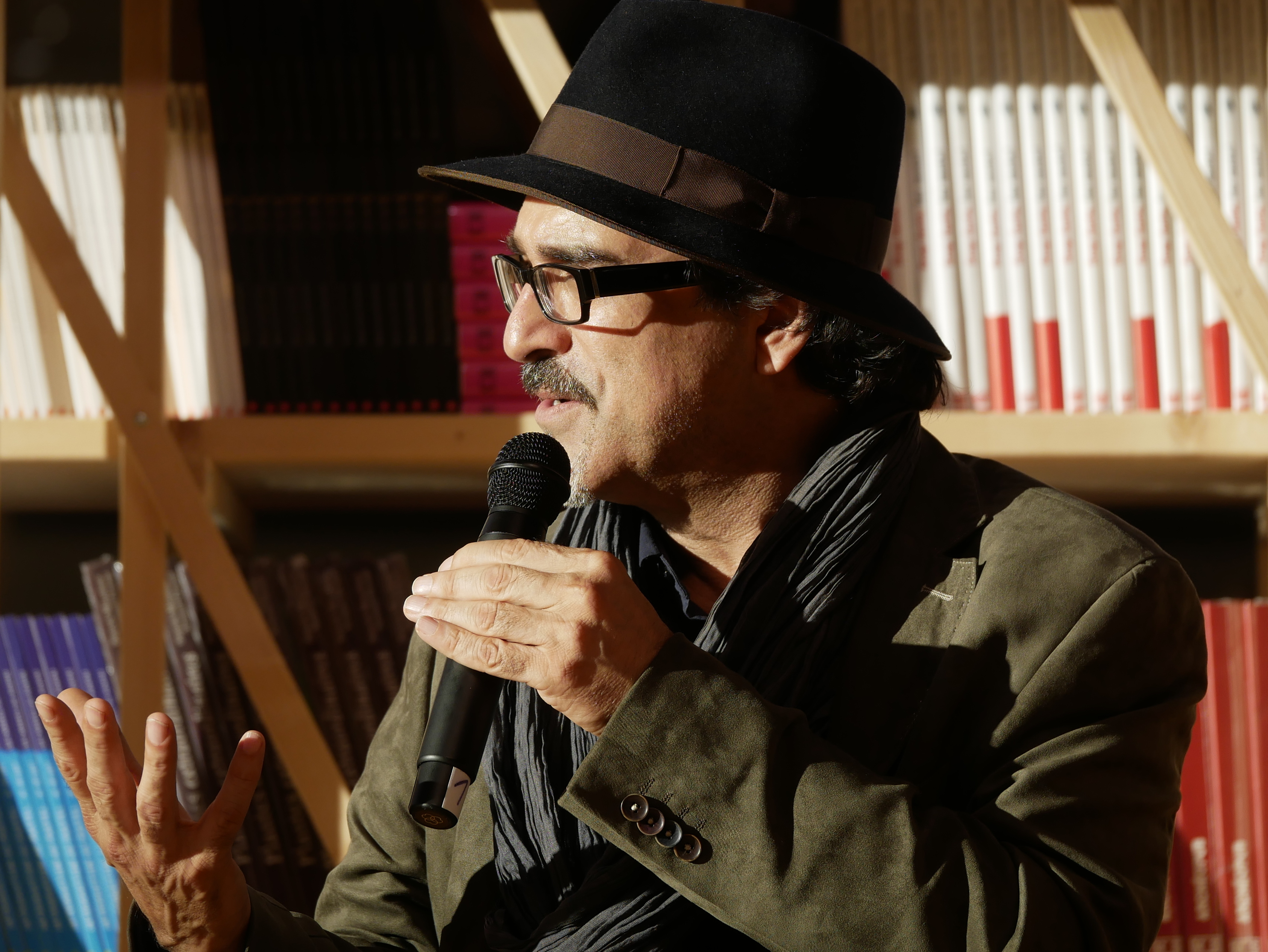
Atiq Rahimi auf der Frankfurter Buchmesse 2017 in einer Sendung von France Culture

## Auszeichnungen
- 2008: Prix Goncourt für Syngué Sabour. Pierre de patience
- 2020: Gläserner Bär der Berlinale 2020 in der Sektion Generation 14plus für den Film Our Lady of the Nile (Our Lady of the Nile)

## Bücher
- Erde und Asche. Roman, Claassen, München 2001, ISBN 3-546-00314-4
- Der Krieg und die Liebe. Roman, Claassen, München 2003, ISBN 3-546-00323-3
- Le Retour imaginaire, P.O.L, Paris 2005
- Syngué Sabour. Pierre de patience, P.O.L, Paris 2008
  - dt.: Stein der Geduld. Roman, Ullstein, Berlin 2009, ISBN 978-3-550-08786-8
- Maudit soit Dostoïevski, P.O.L, Paris 2011
  - dt.: Verflucht sei Dostojewski. Roman, Ullstein, Berlin 2012, ISBN 978-3-550-08889-6
- La ballade du calame. Portrait intime, éd. L’Iconoclaste, Paris 2015
  - dt.: Heimatballade. Aus dem Französischen übersetzt von Waltraud Schwarze. Ullstein, Berlin 2017, ISBN 978-3-550-08139-2
- Les Porteurs d’eau, P.O.L, Paris 2019, ISBN 978-2-8180-3812-3
- zusammen mit François-Marie Banier: Passport, auch Republic of Afghanistan Passport. Bildband. „Catalogue irraisonnable“, Bd. 3, Steidl, Göttingen 2020, ISBN 978-3-95829-200-0

## Filmografie
- 2004: Erde und Asche
- 2012: Stein der Geduld
- 2019: Our Lady of the Nile

## Libretto
- Shirine, Oper von Thierry Escaich (2020; UA 2022); Libretto von Rahimi nach dem Epos Chosrau und Schirin des persischen Dichters Nezami